# Nekrolog 1. Quartal 1908
Nekrolog
◄◄
| ◄
| 1904
| 1905
| 1906
| 1907
| 1908 | 1909 | 1910 | 1911 | 1912 | ► | ►►
1. Quartal |
2. Quartal |
3. Quartal |
4. Quartal 1908
Weitere Ereignisse | Allgemeiner Nekrolog 1908
Die Beschreibung der verstorbenen Person sollte so kurz wie möglich gehalten sein und nur deren signifikante Tätigkeit(en) enthalten.
Neue Namen ggf. auch unter dem Geburts- und Sterbedatum, also etwa unter 1. Januar und im Geburts- und Sterbejahr (2024) eintragen (nur bei entsprechender großer Wichtigkeit). Für Beispiele siehe die schon vorhandenen Artikel.
Außerdem über die fünf zuletzt Verstorbenen, zu denen es einen ausreichend guten Artikel für eine Präsentation auf der Hauptseite gibt, nach der todesbedingten Überarbeitung der Artikel ggf. auch unter Wikipedia Diskussion:Hauptseite informieren und sie am besten auch in den anderen Wikipedia-Sprachversionen eintragen. Tipp: Regelmäßig bei news.google.de nach „ist tot“, „gestorben“ oder „verstorben“ suchen.
Wenn eine Person gestorben ist, gibt es viele Seiten zu dieser Person in der Wikipedia, die davon auch betroffen sind und entsprechend aktualisiert werden müssen. Beispiele: Namenübersichtsseite, Geburtsjahr, Geburtsort-Seiten und viele mehr.
Wie finde ich die betroffenen Seiten?
Im Suchfeld auf der linken Seite gibt man den Suchbegriff so ein: „Vorname Nachname“. Dann klickt man auf Volltext und alle Seiten mit entsprechendem Suchtext werden aufgerufen. Hier sieht man dann schnell, wo auch das Todesjahr Sinn macht oder sogar ein Teil des Artikels angepasst werden muss. Auch hilft das „Werkzeug“ auf der linken Seite sehr gut, um solche Seiten aufzufinden: „Links auf diese Seite“. Somit ist die Wikipedia wieder aktuell in allen Bereichen! Hinweis: bei Eintragung der Kategorie „Gestorben JAHR“ wird der Missbrauchsfilter 49 ausgelöst, was jedoch nicht schlimm ist. Siehe: Spezial:Missbrauchsfilter/49
Dies ist eine Liste von im ersten Quartal 1908 verstorbenen bekannten Persönlichkeiten. Die Einträge erfolgen innerhalb der einzelnen Daten alphabetisch sortiert. Tiere sind im Nekrolog für Tiere zu finden.

## Januar
| Tag        | Name                                         | Beruf, bekannt als                                                                                        | Alter | Beleg |
| ---------- | -------------------------------------------- | --- | ----- | ----- |
| 1. Januar  | Chester Bidwell Darrall                      | US-amerikanischer Politiker                                                                               | 65    |       |
| 1. Januar  | Curt von Raab                                | deutscher General im Dienst des Königs von Sachsen und Historiker                                         | 73    |       |
| 2. Januar  | Theodor Fischer                              | deutscher Maler, Zeichenlehrer sowie Fotograf                                                             | 83    |       |
| 2. Januar  | Georges Manolescu                            | rumänischer Hoteldieb, Heiratsschwindler und Hochstapler                                                  | 36    |       |
| 2. Januar  | Adolph Paalzow                               | deutscher Physiker                                                                                        | 84    |       |
| 3. Januar  | Ottfried von Bendeleben                      | US-amerikanisch-deutscher Vermesser und Goldschürfer                                                      | 71    |       |
| 3. Januar  | Friedrich Heinrich Otto Jensen               | deutscher Jurist und Politiker, MdR                                                                       | 88    |       |
| 3. Januar  | Gustav von Schönberg                         | deutscher Nationalökonom                                                                                  | 68    |       |
| 3. Januar  | Charles Augustus Young                       | US-amerikanischer Astronom                                                                                | 73    |       |
| 4. Januar  | Willy Hesch                                  | österreichischer Schauspieler und Sänger                                                                  | 47    |       |
| 4. Januar  | Anthony Winkler Prins                        | Gründer der niederländischen Enzyklopädie „Winkler Prins“                                                 | 90    |       |
| 4. Januar  | Stefan Aleksander Zwierowicz                 | Bischof von Vilnius und von Sandomierz                                                                    | 65    |       |
| 5. Januar  | Max Kaeseberg                                | deutscher Schriftsteller                                                                                  | 50    |       |
| 5. Januar  | Josef von Mering                             | deutscher Mediziner                                                                                       | 58    |       |
| 6. Januar  | Albert S. Berry                              | US-amerikanischer Politiker                                                                               | 71    |       |
| 6. Januar  | Karel Beukema                                | niederländischer Tennisspieler                                                                            | 30    |       |
| 6. Januar  | George Dixon                                 | kanadischer Bantam- und Federgewichtsboxer                                                                | 37    |       |
| 7. Januar  | Carl Ludwig Max Behrens                      | preußischer Artillerist, Generalmajor                                                                     | 57    |       |
| 7. Januar  | Alfred Abraham Gerngroß                      | deutsch-österreichischer Kaufmann und Warenhausbesitzer                                                   | 63    |       |
| 7. Januar  | Ludwig von Kramer                            | deutscher Maler, Illustrator und Restaurator                                                              | 67    |       |
| 7. Januar  | Karl Schmidt                                 | deutscher Brauereibesitzer und Politiker, MdR                                                             | 61    |       |
| 8. Januar  | Alwine Wuthenow                              | niederdeutsche Dichterin                                                                                  | 87    |       |
| 9. Januar  | Wilhelm Busch                                | deutscher Dichter und Zeichner                                                                            | 75    |       |
| 9. Januar  | Abraham Goldfaden                            | jiddischer Schriftsteller                                                                                 | 67    |       |
| 9. Januar  | Madam Felle                                  | norwegische Gastronomin                                                                                   |       |       |
| 9. Januar  | Peter Heinrich Thielen                       | deutscher Organist und Komponist                                                                          | 68    |       |
| 10. Januar | Viktor von Rosen                             | russischer Orientalist                                                                                    | 58    |       |
| 11. Januar | Josef Kühschelm                              | österreichischer Priester, Reichsratsmitglied und Landtagsabgeordneter                                    | 52    |       |
| 12. Januar | Bernhard Felsenthal                          | US-amerikanischer Rabbiner deutscher Herkunft                                                             | 86    |       |
| 12. Januar | Ernst Hasse                                  | deutscher Hochschullehrer und Politiker (NLP), MdR                                                        | 61    |       |
| 13. Januar | Johann Heinrich Theodor Claussen             | Bremer Kaufmann und Politiker                                                                             | 82    |       |
| 13. Januar | Hashimoto Gahō                               | japanischer Maler                                                                                         | 72    |       |
| 13. Januar | George Anthony Walkem                        | kanadischer Politiker                                                                                     | 73    |       |
| 14. Januar | Catharina Louisa Maria Alberdingk Thijm      | niederländische Schriftstellerin                                                                          | 59    |       |
| 14. Januar | William Livingston Alden                     | US-amerikanischer Journalist, Schriftsteller und Theosoph                                                 | 70    |       |
| 14. Januar | Paul Christ                                  | Schweizer reformierter Pfarrer und Theologe                                                               | 71    |       |
| 14. Januar | Holger Drachmann                             | dänischer Dichter                                                                                         | 61    |       |
| 14. Januar | Robert Ellery                                | englischer Astronom                                                                                       | 80    |       |
| 14. Januar | Julius Theodor Melchers                      | deutsch-amerikanischer Bildhauer und Kunstlehrer                                                          |       |       |
| 15. Januar | Jakob Gschiel                                | österreichischer Bildhauer und Holzschnitzer                                                              | 86    |       |
| 15. Januar | Karl Lacher                                  | deutsch-österreichischer Bildhauer und Kunstgewerbler                                                     | 57    |       |
| 15. Januar | James Ryder Randall                          | amerikanischer Dichter und Journalist                                                                     | 69    |       |
| 15. Januar | Heinrich Johann Sinkel                       | holländischer Maler                                                                                       | 73    |       |
| 16. Januar | Eduard Bacher                                | österreichischer Journalist                                                                               | 61    |       |
| 16. Januar | Lydia Moss Bradley                           | US-amerikanische Frau, erste Frau im Aufsichtsrat einer Bank, Gründerin des Bradley Polytechnic Institute | 91    |       |
| 16. Januar | Julius von Helldorff                         | deutscher Rittergutsbesitzer, Landrat und Politiker, MdR                                                  | 80    |       |
| 16. Januar | Edzard zu Innhausen und Knyphausen           | deutscher Adliger und Politiker (DHP), MdR                                                                | 80    |       |
| 16. Januar | Friedrich August Körnicke                    | deutscher Agrikulturbotaniker                                                                             | 79    |       |
| 17. Januar | Ferdinand IV.                                | Großherzog der Toskana                                                                                    | 72    |       |
| 18. Januar | Robert H. M. Davidson                        | US-amerikanischer Politiker                                                                               | 75    |       |
| 18. Januar | Charles Pelham                               | US-amerikanischer Rechtsanwalt, Richter, Offizier und Politiker                                           | 72    |       |
| 18. Januar | Gustav Polensky                              | deutscher Tiefbauunternehmer                                                                              | 61    |       |
| 18. Januar | Charles H. Sawyer                            | US-amerikanischer Politiker                                                                               | 67    |       |
| 18. Januar | Herman Snellen                               | niederländischer Augenarzt                                                                                | 73    |       |
| 18. Januar | Felix Stoerk                                 | österreichisch-deutscher Jurist und Völkerrechtsexperte                                                   | 56    |       |
| 18. Januar | Otto Uhden                                   | deutscher Amtsvorsteher und Politiker, MdR                                                                | 80    |       |
| 18. Januar | Heinrich Wigger                              | deutscher katholischer Priester                                                                           | 80    |       |
| 19. Januar | Arthur Chenevière                            | Schweizer Bankier und Politiker                                                                           | 85    |       |
| 19. Januar | Charles Emory Smith                          | US-amerikanischer Politiker                                                                               | 65    |       |
| 20. Januar | Julius von Eckardt                           | Hamburger Senatssekretär, deutscher Diplomat, Journalist und Historiker                                   | 71    |       |
| 20. Januar | Heinrich Hübschmann                          | deutscher Orientalist                                                                                     | 59    |       |
| 20. Januar | Massey Lopes                                 | britischer konservativer Politiker                                                                        | 89    |       |
| 21. Januar | Sarah Amos                                   | englisch-britische politische Aktivistin                                                                  | 66    |       |
| 21. Januar | Joseph Cytronowski                           | deutscher Geistlicher und Politiker (Zentrum), MdR                                                        | 68    |       |
| 21. Januar | Émile Charles Dameron                        | französischer Maler                                                                                       | 59    |       |
| 22. Januar | George E. Bowden                             | US-amerikanischer Politiker                                                                               | 55    |       |
| 22. Januar | Eugen Edmund Erbe                            | deutscher Jurist und Politiker                                                                            | 60    |       |
| 22. Januar | Morris Ketchum Jesup                         | US-amerikanischer Bankier und Philanthrop                                                                 | 77    |       |
| 22. Januar | Albert Thierfelder                           | deutscher Mediziner, Pathologe und Hochschullehrer                                                        | 65    |       |
| 22. Januar | August Wilhelmj                              | deutscher Violinist                                                                                       | 62    |       |
| 22. Januar | Václav Zenger                                | tschechischer Physiker, Meteorologe, Hochschullehrer und Rektor                                           | 77    |       |
| 23. Januar | Edward MacDowell                             | US-amerikanischer Komponist und Pianist                                                                   | 47    |       |
| 25. Januar | Ouida                                        | britische Schriftstellerin                                                                                | 69    |       |
| 25. Januar | Michail Iwanowitsch Tschigorin               | russischer Schachspieler                                                                                  | 57    |       |
| 25. Januar | António Sebastião Valente                    | portugiesischer Erzbischof von Goa                                                                        | 62    |       |
| 26. Januar | Alexander Mann                               | schottischer Maler des Spätimpressionismus                                                                | 55    |       |
| 26. Januar | Paul Emile Réveillère                        | französischer Admiral und späterer Pazifist                                                               | 78    |       |
| 27. Januar | Louis Jaccard                                | Schweizer Politiker                                                                                       | 59    |       |
| 27. Januar | Paul Scholz                                  | deutscher Rittergutsbesitzer und Parlamentarier                                                           | 85    |       |
| 28. Januar | Ernst Basch                                  | deutscher Zauberkünstler und Unternehmer                                                                  | 69    |       |
| 28. Januar | John Coburn                                  | US-amerikanischer Politiker                                                                               | 82    |       |
| 28. Januar | Josef Freinademetz                           | katholischer Ordensmann, Chinamissionar, Heiliger                                                         | 55    |       |
| 28. Januar | Ragnhild Jølsen                              | norwegische Schriftstellerin                                                                              | 32    |       |
| 28. Januar | Auguste Lavillardière                        | Generaloberer der Oblaten der Makellosen Jungfrau Maria                                                   | 63    |       |
| 28. Januar | Sidney Paget                                 | britischer Illustrator der Sherlock-Holmes-Geschichten                                                    | 47    |       |
| 28. Januar | François-Marie-Benjamin Richard de la Vergne | französischer Kardinal, Erzbischof von Paris                                                              | 88    |       |
| 29. Januar | Benjamin R. Cowen                            | US-amerikanischer Redakteur, Offizier und Politiker                                                       | 76    |       |
| 29. Januar | Gustav Ernst zu Erbach-Schönberg             | deutscher Adliger                                                                                         | 67    |       |
| 29. Januar | Johannes Haas                                | deutscher Reichsgerichtsrat                                                                               | 56    |       |
| 30. Januar | Franz Goerlich                               | deutscher Buchhändler und Verleger                                                                        |       |       |
| 31. Januar | Johann Hochhauser                            | österreichischer Politiker                                                                                | 73    |       |
| 31. Januar | Carl von Voit                                | deutscher Physiologe                                                                                      | 76    |       |
| 31. Januar | Johann Heinrich Witte                        | deutscher Philologe und Pädagoge                                                                          | 61    |       |
|            | Nicolas Eugène Simoutre                      | französischer Geigenbauer                                                                                 | 73    |       |

## Februar
| Tag         | Name                                 | Beruf, bekannt als                                                                       | Alter | Beleg |
| ----------- | ------------------------------------ | ---------------------------------------------------------------------------------------- | ----- | ----- |
| 1. Februar  | Milovan Glišić                       | serbischer Schriftsteller, Übersetzer und Journalist                                     | 61    |       |
| 1. Februar  | Rafael Guastavino                    | spanischer Architekt                                                                     | 65    |       |
| 1. Februar  | Karl I.                              | König von Portugal                                                                       | 44    |       |
| 1. Februar  | Ludwig Philipp von Portugal          | Kronprinz von Portugal aus dem Hause Sachsen-Coburg und Gotha                            | 20    |       |
| 1. Februar  | Joseph von Zoltowski                 | polnischer Rittergutsbesitzer und Politiker, MdR                                         | 60    |       |
| 2. Februar  | Louis Brisson                        | katholischer Priester und Gründer des Ordens der Oblatinnen des heiligen Franz von Sales | 90    |       |
| 2. Februar  | Mykola Daschkewytsch                 | ukrainischer Historiker, Literaturkritiker und Volkskundler                              | 55    |       |
| 2. Februar  | Johannes Ibach                       | deutscher katholischer Priester, Domkapitular und Autor, Historiker                      | 82    |       |
| 2. Februar  | Hans von der Malsburg                | deutscher Rittergutsbesitzer und Politiker                                               | 76    |       |
| 2. Februar  | Karl Würsch                          | Schweizer Politiker                                                                      | 80    |       |
| 3. Februar  | Johan Hendrik Gallée                 | niederländischer Germanist, Anglist und Niederlandist                                    | 60    |       |
| 3. Februar  | Michael Johannes Antonius Lans       | niederländischer Komponist, Musikwissenschaftler und katholischer Priester               | 62    |       |
| 3. Februar  | Ferdinand Meldahl                    | dänischer Architekt des Historismus                                                      | 80    |       |
| 4. Februar  | Herrmann Bachstein                   | deutscher Unternehmer und Initiator vieler Eisenbahnstrecken in Deutschland              | 73    |       |
| 4. Februar  | Franz Held                           | deutscher anarchistischer Dichter, Dramatiker und Prosaautor                             | 45    |       |
| 4. Februar  | Eli Shortridge                       | US-amerikanischer Politiker                                                              | 77    |       |
| 5. Februar  | John Cornelius Booth                 | deutscher Baumzüchter, Unternehmer und Stadtentwickler                                   | 71    |       |
| 5. Februar  | John H. McCarthy                     | US-amerikanischer Jurist und Politiker                                                   | 57    |       |
| 6. Februar  | Alexis Heck                          | luxemburgischer Hotelbesitzer und Pionier des Tourismuswesen                             |       |       |
| 6. Februar  | Justus Köberle                       | deutscher evangelischer Theologe und Hochschullehrer                                     | 36    |       |
| 6. Februar  | Camillo von Maliszewski              | preußischer Generalmajor                                                                 | 71    |       |
| 6. Februar  | Emil Rochowanski                     | österreichischer Jurist und Politiker                                                    | 62    |       |
| 6. Februar  | Ernst Wilhelm Middendorf             | deutscher Arzt, Sprachforscher und Archäologe in Peru                                    | 77    |       |
| 6. Februar  | Jan Portielje                        | niederländisch-belgischer Porträt- und Genremaler                                        | 78    |       |
| 6. Februar  | Carl Wenig                           | russischer Maler deutscher Abstammung                                                    | 77    |       |
| 7. Februar  | Ernst I.                             | Herzog von Sachsen-Altenburg                                                             | 81    |       |
| 7. Februar  | Carl Nebe                            | deutscher Opernsänger (Bass-Bariton)                                                     | 50    |       |
| 7. Februar  | Richard von Schlieben                | sächsischer Kultusminister und Amtshauptmann                                             | 59    |       |
| 7. Februar  | Johannes Zehngraf                    | dänischer Miniaturenmaler                                                                | 50    |       |
| 10. Februar | George A. Jenks                      | US-amerikanischer Jurist und Politiker                                                   | 71    |       |
| 11. Februar | Joseph Abbott                        | US-amerikanischer Politiker                                                              | 68    |       |
| 11. Februar | Else Gütschow                        | deutsche Historikerin und Kunsthistorikerin                                              | 42    |       |
| 11. Februar | Heinrich Leinweber                   | deutscher Maler                                                                          | 71    |       |
| 11. Februar | Elard Hugo Meyer                     | deutscher Indogermanist und Volkskundler                                                 | 70    |       |
| 12. Februar | Karl Kloß                            | deutscher Gewerkschafter und Politiker (SPD), MdR                                        | 60    |       |
| 12. Februar | Friedrich Krastel                    | deutsch-österreichischer Schauspieler                                                    | 68    |       |
| 12. Februar | George Uglow Pope                    | englischer Missionar                                                                     | 87    |       |
| 13. Februar | Newton Edmunds                       | US-amerikanischer Politiker, Gouverneur vom Dakota-Territorium                           | 88    |       |
| 13. Februar | David Hesser                         | US-amerikanischer Schwimmer und Wasserballspieler                                        |       |       |
| 14. Februar | Gustav Dürr                          | deutscher Unternehmer und Erfinder des Dürr-Kessels                                      | 54    |       |
| 14. Februar | George Jean Pfeiffer                 | französischer Komponist, Pianist und Musikkritiker                                       | 72    |       |
| 14. Februar | David Syme                           | schottisch-australischer Zeitungsbesitzer                                                | 80    |       |
| 15. Februar | Willem Six                           | niederländischer Politiker, Innenminister und Kommissar des Königs                       | 78    |       |
| 16. Februar | Ernest Cady                          | US-amerikanischer Politiker                                                              | 65    |       |
| 16. Februar | Andrej Kmeť                          | slowakischer Seelsorger und Botaniker                                                    | 66    |       |
| 16. Februar | Elias Mellus                         | Bischof der chaldäisch-katholischen Kirche                                               | 76    |       |
| 16. Februar | Leopold zu Salm-Salm                 | deutscher Zoologe und Dendrologe                                                         | 69    |       |
| 16. Februar | Theres Strigl                        | österreichische Malerin                                                                  | 83    |       |
| 17. Februar | John Brinsmead                       | britischer Klavierbauer                                                                  | 93    |       |
| 17. Februar | Carl Friedrich Haug                  | deutscher Regierungsbaumeister                                                           | 69    |       |
| 17. Februar | Rudolf Hegenscheidt                  | deutscher Eisenindustrieller                                                             | 48    |       |
| 17. Februar | Ignaz von Plener                     | österreichischer Politiker und Ministerpräsident                                         | 97    |       |
| 19. Februar | Johann Peter Theodor Janssen         | deutscher Maler                                                                          | 63    |       |
| 19. Februar | Hermann Laurent                      | französischer Mathematiker                                                               | 66    |       |
| 19. Februar | Carl Meist                           | deutscher Gewerkschafter, Kaufmann und Politiker (SPD), MdR                              | 51    |       |
| 19. Februar | Bertha Rottmann                      | deutsche Malerin                                                                         | 43    |       |
| 19. Februar | Paul Thumann                         | deutscher Maler                                                                          | 73    |       |
| 19. Februar | Gustav Ziegler                       | deutscher Architekt                                                                      | 60    |       |
| 20. Februar | Guillaume-Charles Brun               | französischer Maler                                                                      | 82    |       |
| 20. Februar | Asbury Latimer                       | US-amerikanischer Politiker                                                              | 56    |       |
| 20. Februar | Simo Matavulj                        | serbischer Schriftsteller                                                                | 55    |       |
| 20. Februar | Ludwig von Schwabe                   | deutscher Philologe und Archäologe; Rektor in Tübingen                                   | 72    |       |
| 21. Februar | Harriet Hosmer                       | US-amerikanische Bildhauerin                                                             | 77    |       |
| 21. Februar | Frederick Emil Eberhard Schenck      | britischer Bildhauer und Designer deutscher Herkunft                                     | 58    |       |
| 23. Februar | Svatopluk Čech                       | tschechischer Journalist, Schriftsteller und Dichter                                     | 62    |       |
| 23. Februar | Friedrich von Esmarch                | deutscher Arzt und Begründer des zivilen Samariterwesens in Deutschland                  | 85    |       |
| 23. Februar | Karl Ewald                           | dänischer Schriftsteller                                                                 | 51    |       |
| 23. Februar | Adolf Fischer                        | österreichischer Maler und Schriftsteller                                                | 51    |       |
| 23. Februar | Leo Heinrichs                        | deutscher katholischer Geistlicher und Märtyrer                                          | 40    |       |
| 23. Februar | George Helm Yeaman                   | amerikanischer Politiker                                                                 | 78    |       |
| 23. Februar | Samuel Plattner                      | Schweizer Jurist, Journalist und Bühnenautor                                             | 69    |       |
| 24. Februar | Jechiel Michel Epstein               | orthodoxer Rabbiner                                                                      | 79    |       |
| 24. Februar | Alexander Iwanowitsch Tschuprow      | russischer Ökonom und Statistiker                                                        | 66    |       |
| 25. Februar | Cäcilie Arand                        | deutsche Schriftstellerin                                                                | 70    |       |
| 25. Februar | Samuel S. Carr                       | US-amerikanischer Genremaler                                                             | 70    |       |
| 25. Februar | Gustav Hartwig                       | deutscher Baumeister und Politiker (DKP), MdR, MdL (Königreich Sachsen)                  | 68    |       |
| 25. Februar | James Munro                          | 15. Premierminister des Staates Victoria, Australien                                     | 76    |       |
| 25. Februar | Marco Aurelio Soto                   | Präsident von Honduras                                                                   | 61    |       |
| 25. Februar | Karl Stöcker                         | deutscher Landwirt und Politiker (NLP), MdR                                              | 62    |       |
| 26. Februar | August Philipp Ottokar Meyer         | deutscher Arzt                                                                           | 72    |       |
| 26. Februar | August Ritter                        | deutscher Ingenieur und Astrophysiker, Hochschullehrer für Mechanik                      | 81    |       |
| 26. Februar | Edmund von Steiger                   | Schweizer Politiker                                                                      | 71    |       |
| 27. Februar | Ernst Hottenroth                     | deutscher Bildhauer                                                                      | 35    |       |
| 27. Februar | Adolf Kirchhoff                      | deutscher Philologe und Altertumsforscher                                                | 82    |       |
| 27. Februar | Axel Kulle                           | schwedischer Maler                                                                       | 61    |       |
| 27. Februar | Leon Pohle                           | deutscher Maler                                                                          | 66    |       |
| 28. Februar | Vilhelm Bille                        | dänischer Marinemaler                                                                    | 43    |       |
| 28. Februar | Pat Garrett                          | amerikanischer Sheriff in Lincoln County, New Mexico                                     | 57    |       |
| 28. Februar | Pauline Lucca                        | österreichische Opernsängerin                                                            | 66    |       |
| 28. Februar | Oswald von Rittberg                  | deutscher Rittergutsbesitzer, Landra, MdR                                                | 75    |       |
| 29. Februar | John Hope, 1. Marquess of Linlithgow | britischer Politiker und Generalgouverneur Australiens                                   | 47    |       |
| 29. Februar | Carl Heinrich Wolpmann               | deutscher Militär                                                                        | 57    |       |
|             | William Callow                       | englischer Landschaftsmaler, Graveur und Aquarellist                                     | 95    |       |

## März
| Tag      | Name                                     | Beruf, bekannt als                                                                                | Alter | Beleg |
| -------- | ---------------------------------------- | ------------------------------------------------------------------------------------------------- | ----- | ----- |
| 1. März  | Albert Clements Killam                   | kanadischer Jurist                                                                                | 58    |       |
| 1. März  | Julius Hermann                           | österreichischer Architekt                                                                        | 59    |       |
| 1. März  | Heinrich Maschke                         | deutscher Mathematiker                                                                            | 54    |       |
| 1. März  | Oskar Ferdinand von Walcke-Schuldt       | deutscher Gutsbesitzer, lauenburgischer Landschaftsrat                                            | 80    |       |
| 2. März  | Ludwig Stemmer                           | deutscher Arzt und Priester                                                                       | 79    |       |
| 2. März  | Ludwig von Tiedemann                     | deutscher Architekt und preußischer Baubeamter                                                    | 66    |       |
| 3. März  | Jakob Geis                               | bayerischer Volkssänger und Singspieldirektor                                                     | 67    |       |
| 3. März  | Lorenz Lindelöf                          | finnischer Mathematiker                                                                           | 80    |       |
| 3. März  | Stephen L. Mayham                        | US-amerikanischer Jurist und Politiker                                                            | 81    |       |
| 4. März  | Michael Deuringer                        | deutscher Landwirt und Politiker, Bürgermeister und MdR                                           | 79    |       |
| 4. März  | Redfield Proctor                         | US-amerikanischer Politiker                                                                       | 76    |       |
| 5. März  | Hans Glauning                            | deutscher Offizier                                                                                | 40    |       |
| 5. März  | Lily Hanbury                             | britische Schauspielerin                                                                          | 33    |       |
| 5. März  | Friedrich Hedde                          | deutscher Jurist und Politiker                                                                    | 89    |       |
| 5. März  | Warban Winarow                           | bulgarischer Offizier                                                                             |       |       |
| 6. März  | Lewis C. Carpenter                       | US-amerikanischer Politiker                                                                       | 72    |       |
| 6. März  | Georg von Cölln                          | deutscher Kaufmann und Unternehmer                                                                | 70    |       |
| 7. März  | Anton von Braunmühl                      | deutscher Mathematikhistoriker                                                                    | 54    |       |
| 7. März  | Bernhard Howaldt                         | Ingenieur                                                                                         | 57    |       |
| 7. März  | Alfred Howitt                            | Geologe, Anthropologe und Entdeckungsreisender                                                    | 77    |       |
| 7. März  | Karl von Nettelbladt                     | österreichischer und mecklenburgischer Offizier, Leiter des Landarbeitshauses in Güstrow          | 82    |       |
| 7. März  | Mathias Rammer                           | österreichischer Politiker                                                                        | 78    |       |
| 8. März  | Adolph Meyer                             | US-amerikanischer Politiker                                                                       | 65    |       |
| 9. März  | Henry Clifton Sorby                      | englischer Naturforscher                                                                          | 81    |       |
| 10. März | Allan C. Durborow                        | US-amerikanischer Politiker                                                                       | 50    |       |
| 10. März | Otto von Helldorff                       | preußischer Gutsbesitzer und Politiker, MdR                                                       | 74    |       |
| 10. März | Eduard Laeis                             | deutscher Unternehmer, Mitglied des Rheinischen Provinziallandtags                                | 81    |       |
| 11. März | Franz Theodor Cursch-Bühren              | schlesischer Komponist                                                                            | 49    |       |
| 11. März | Edmondo De Amicis                        | italienischer Schriftsteller                                                                      | 61    |       |
| 11. März | Josef Hlávka                             | tschechischer Baumeister, Architekt und Mäzen                                                     | 77    |       |
| 11. März | Richard von Kaufmann                     | deutscher Nationalökonom, Kunstsammler und Mäzen                                                  | 58    |       |
| 11. März | Giuseppe Picciati                        | italienischer Mathematiker                                                                        | 39    |       |
| 12. März | Werner von Gustedt-Lablacken             | deutscher Rittergutsbesitzer und Politiker, MdR                                                   | 65    |       |
| 12. März | Clara Novello                            | englische Sopranistin                                                                             | 89    |       |
| 13. März | Raoul Arnauld de la Perière              | deutscher Schauspieler                                                                            | 33    |       |
| 13. März | Julius Lessing                           | deutscher Kunsthistoriker und erster Direktor der Berliner Kunstgewerbemuseums                    | 64    |       |
| 13. März | Gustav von Steinheil                     | deutscher General und württembergischer Kriegsminister (1883–1892)                                | 76    |       |
| 14. März | Christoph von Degenfeld-Schonburg        | k.k. General der Kavallerie, Kommandierender General im Banat und Festungskommandant von Temeswar | 76    |       |
| 14. März | Wilhelm von Heydebrand und der Lasa      | deutscher Regierungspräsident und Politiker, MdR                                                  | 58    |       |
| 14. März | Gustav von Hüfner                        | deutscher Chemiker                                                                                | 67    |       |
| 14. März | Aurel Krause                             | deutscher Ethnologe                                                                               | 59    |       |
| 14. März | Lester Pelton                            | US-amerikanischer Erfinder                                                                        | 78    |       |
| 15. März | Wilhelm Zit                              | österreichischer Militär- und Berufsmusiker                                                       | 33    |       |
| 16. März | Jean Jacques David                       | Schweizer Afrikaforscher, Zoologe, Bergsteiger, Publizist                                         | 36    |       |
| 16. März | Friedrich von Erckert                    | deutscher Offizier der Garde                                                                      | 38    |       |
| 16. März | Johannes Fastenrath                      | Schriftsteller                                                                                    | 68    |       |
| 16. März | Gustav Salomon Oppert                    | deutscher Indologe und Orientalist                                                                | 71    |       |
| 17. März | Giovanni Battista Casali del Drago       | italienischer Geistlicher, Kardinal während des Pontifikats Leo XIII.                             | 70    |       |
| 17. März | Diedrich Ehmck                           | deutscher Historiker und Politiker                                                                | 72    |       |
| 17. März | William Pinkney Whyte                    | US-amerikanischer Politiker                                                                       | 83    |       |
| 18. März | Friedrich Wilhelm Konow                  | deutscher Entomologe und Pfarrer                                                                  | 65    |       |
| 18. März | Julius Scharlach                         | Hamburger Rechtsanwalt und deutscher Kolonialunternehmer                                          | 66    |       |
| 18. März | Ceslaus Maria Schneider                  | deutscher katholischer Theologe                                                                   | 67    |       |
| 18. März | Mortimer von Tschirschky                 | deutscher Majoratsherr und Parlamentarier                                                         | 63    |       |
| 19. März | Franz Kielhorn                           | deutscher Indologe                                                                                | 67    |       |
| 19. März | Fritz Kintzlé                            | luxemburgischer Eisenhüttenmann und Manager der deutschen Stahlindustrie                          | 56    |       |
| 19. März | Emilie Mediz-Pelikan                     | österreichische Malerin                                                                           | 46    |       |
| 19. März | Nicholas O’Conor                         | britischer Diplomat                                                                               | 64    |       |
| 19. März | Eduard Zeller                            | deutscher Theologe und Philosoph                                                                  | 94    |       |
| 20. März | Louise Stratenus                         | niederländische Schriftstellerin                                                                  | 55    |       |
| 21. März | Wolodymyr Antonowytsch                   | ukrainischer Historiker, Archäologe, Ethnograph, Professor und politischer Aktivist               | 74    |       |
| 21. März | Edmond Siot-Decauville                   | französischer Bildgießer und Galerist                                                             | 66    |       |
| 21. März | Josua Steinberg                          | russisch-jüdischer Gelehrter                                                                      |       |       |
| 22. März | William James Bryan                      | US-amerikanischer Jurist und Politiker                                                            | 31    |       |
| 22. März | Hannes Peter Stephensen                  | dänischer Beamter und Inspektor in Grönland                                                       | 75    |       |
| 23. März | Luis Felipe Arias                        | guatemaltekischer Pianist und Komponist                                                           | 31    |       |
| 23. März | Eduard Bayer                             | deutscher Gitarrist, Mandolinist, Zitherspieler und Komponist                                     | 86    |       |
| 23. März | Gustav von Hagenow                       | deutscher Verwaltungsbeamter, Rittergutsbesitzer und Parlamentarier                               | 67    |       |
| 24. März | Spencer Cavendish, 8. Duke of Devonshire | britischer Staatsmann und Politiker                                                               | 74    |       |
| 24. März | Eduard von Pestel                        | preußischer Generalleutnant, Ehrenbürger von Saarbrücken                                          | 86    |       |
| 26. März | Louis Chauvin                            | US-amerikanischer Ragtime-Pianist und -Komponist                                                  | 27    |       |
| 26. März | Magdalena Morano                         | italienische Don-Bosco-Schwester und Lehrerin                                                     | 60    |       |
| 27. März | Ephraim R. Eckley                        | US-amerikanischer Politiker                                                                       | 96    |       |
| 27. März | Franz Krombach                           | deutscher Maler                                                                                   | 54    |       |
| 27. März | Johann Georg Mönckeberg                  | deutscher Politiker, MdHB, Erster Bürgermeister                                                   | 68    |       |
| 28. März | Hermann Clemenz                          | baltischer Schachspieler und Journalist                                                           | 62    |       |
| 28. März | Gisbert Egon von Fürstenberg-Stammheim   | deutscher Großgrundbesitzer und Politiker                                                         | 71    |       |
| 28. März | Marie Gey-Heinze                         | deutsche Malerin und Grafikerin                                                                   | 26    |       |
| 29. März | Julius Enderle                           | österreichischer Geologe                                                                          | 33    |       |
| 29. März | Grigori Andrejewitsch Gerschuni          | russischer Politiker und Terrorist                                                                | 37    |       |
| 30. März | Heinrich Bade                            | deutscher Jurist, Bürgermeister von Schwerin                                                      | 85    |       |
| 30. März | Otto Beck                                | deutscher Politiker                                                                               | 61    |       |
| 30. März | Rudolph Reichmann                        | deutsch-amerikanischer Zeitungsverleger                                                           | 87    |       |
| 30. März | Gustav Adolf Fricke                      | evangelisch-lutherischer Theologe, Pfarrer und Philosoph                                          | 85    |       |
| 31. März | Charles Barbier de Meynard               | französischer Orientalist, Historiker und Übersetzer                                              | 82    |       |
| 31. März | Jimmy Crabtree                           | englischer Fußballspieler                                                                         | 36    |       |
| 31. März | William Theobald                         | britischer Zoologe (Malakologie, Herpetologie) und Paläontologe                                   |       |       |